# Jean IV de Beaumont
Pour les articles homonymes, voir Jean IV.
Jean IV de Beaumont, dit le Déramé, fut nommé gouverneur d’Artois et maréchal de France en 1315.
Il se distingua dans la guerre de Flandres en 1317 et 1318.
Il mourut à Saint-Omer en juillet 1318.

## Armoiries
| Figure | Blasonnement                |
|        | Gironné d'or et de gueules. |